# Queensrÿche (EP)
Queensrÿche es un EP de la banda estadounidense de metal progresivo Queensrÿche, lanzado el 12 de agosto de 1983. Inicialmente se lanzó a través del sello independiente 206 Records. Debido en parte al éxito del EP, la banda firmó contrato discográfico con EMI. Queensrÿche refleja las principales influencias de la banda como Iron Maiden o Judas Priest.

## Lista de canciones

### EP Original
1. "Queen of the Reich" (Chris DeGarmo) – 4:24
2. "Nightrider" (DeGarmo, Michael Wilton) – 3:47
3. "Blinded" (DeGarmo, Wilton) – 3:06
4. "The Lady Wore Black" 	(DeGarmo, Geoff Tate) – 6:15

### Relanzamiento(1998)
1. "Queen of the Reich" (Chris DeGarmo) – 4:24
2. "Nightrider" (DeGarmo, Michael Wilton) – 3:47
3. "Blinded" (DeGarmo, Wilton) – 3:06
4. "The Lady Wore Black" 	(DeGarmo, Geoff Tate) – 6:15
5. "Prophecy" (DeGarmo) – 4:00

### Relanzamiento (2003)
1. "Queen of the Reich" (Chris DeGarmo) – 4:24
2. "Nightrider" (DeGarmo, Michael Wilton) – 3:47
3. "Blinded" (DeGarmo, Wilton) – 3:06
4. "The Lady Wore Black" 	(DeGarmo, Geoff Tate) – 6:15
5. "Nightrider" (DeGarmo, Wilton) – 4:32
6. "Prophecy" (DeGarmo) – 3:59
7. "Deliverance" (Wilton) – 3:40
8. "Child of Fire" (Wilton, Tate) – 4:36
9. "En Force" (DeGarmo) – 5:47
10. "Blinded" (DeGarmo, Wilton) – 3:26
11. "The Lady Wore Black" (DeGarmo, Tate) – 7:01
12. "Warning" (Wilton, Tate) – 4:56
13. "Take Hold of the Flame" (Tate, DeGarmo) – 5:12
14. "Queen of the Reich" (DeGarmo) – 5:21

- Pistas 5-14 grabadas en Nihon Seinen-kam Tokio, Japón el 5 de agosto de 1984.

## Personal
- Geoff Tate - vocalista
- Chris DeGarmo - guitarra
- Michael Wilton - guitarra
- Eddie Jackson - bajo, guitarra
- Scott Rockenfield - batería

## Listas

### Álbum
Billboard (Estados Unidos)
| Año  | Lista         | Posición |
| ---- | ------------- | -------- |
| 1983 | Pop Albums    | 81       |
| 1983 | Billboard 200 | 81       |